# Abwehr Unternehmen Tiger B
Abwehr Unternehmen Tiger B – kolaboracyjny oddział wojskowy Abwehry złożony z przedstawicieli ludów Kaukazu i Azji Środkowej podczas II wojny światowej.

## Historia
Abwehr Unternehmen Tiger B został sformowany 18 października 1941 r. w obozie szkoleniowym w Rembertowie. Składał się z sześciu kompanii (jednej złożonej z mieszkańców Kaukazu i pięciu złożonych z mieszkańców Azji Środkowej). Był on oddziałem wojskowym specjalnego przeznaczenia Abwehry, przeznaczonym do prowadzenia działań dywersyjno-wywiadowczych na obszarze sowieckiego Kaukazu i Azji Środkowej w celu wywołania powstań narodowych tamtejszych ludów nierosyjskich. Żołnierze uczestniczyli w szkoleniach z zakresu taktyki i tzw. "małej wojny" (sabotaż, dywersja itd.). Dowódcą oddziału został mjr Andreas Meyer-Mader. 13 stycznia 1942 r. na bazie oddziału został utworzony Legion Turkiestańsko-Kaukasko-Muzułmański, stacjonujący w Legionowie.